# Micio Tempio 2000 vol. 2
Micio Tempio 2000 vol. 2 è il 24° album discografico di Brigantony, pubblicato nel 1993.

## Tracce
1. Scoppolescion – 3:04
2. Aiere e oggi – 1:35
3. Cazzi e cazzorum – 2:32
4. Patri siccia – 2:02
5. O' bagnu – 1:40
6. Luna di meli – 2:17
7. U sceccu e u liuni – 2:41
8. A testa? – 2:19